# Амур
 Тази статия е за реката.  За древноримския бог вижте Купидон.  
Амур (на руски: Амур; на трад. китайски: 黑龍江, Хъйлундзян) е голяма река в Азиатската част на Русия, Далечния Изток, Забайкалски край, Амурска област, Еврейска автономна област и Хабаровски край и Китай, провинция Хъйлундзян. На протежение от 1858 km (от образуването си до устието на река Усури) Амур служи за граница между Русия и Китай. Амур е шестата по дължина река в Русия след Лена, Об, Волга, Енисей и Долна Тунгуска и една от най-големите реки на Земята. Дължината на реката е 2824 km. Дължината на Амур заедно с лявата съставяща я река Шилка и нейната дясна съставяща Онон е 4279 km, с дясната съставяща я река Аргун (Хайлар) – 4444 km, а с река Аргун и левия ѝ приток Керулен (епизодично вливащ се в нея) – 5052 km. Площ на водосборния басейн – 1855 хил. km² (четвърто място в Русия след Об, Енисей и Лена. Влива се в Амурския лиман на Охотско море чрез голям естуар.

## Географска характеристика

### Горно течение
Река Амур се образува от сливането на двете съставящи я реки Шилка (560 km, лява съставяща) и Аргун (Хайлар, 951 km, дясна съставяща) на границата между Русия и Китай, на 5 km източно от село Уст Стрелка, Забайкалски край. На протежение от 883 km, до град Благовещенск (при 1941 km) се простира горното течение на реката. В този участък Амур тече на изток, югоизток и юг-югоизток в планинска долина заградена от северните склонове на планината Голям Хинган (в Китай) и южните склонове на Амазарския хребет (в Русия). В най-тясната част, около устието на река Олдой (при 2681 km) коритото на реката е много тясно (до 200 m), течението бързо, а склоновете на долината – скалисти, стръмни, на места отвесни. След това долината ѝ отново се разширява, склоновете стават полегати и след устието на река Буринда (ляв приток) Амур излиза от планините и навлиза в западната част на обширната Амурско-Зейска равнина. Оттук до град Благовещенск долината на реката има асиметричен характер – с нисък ляв склон, обърнат към Амурско-Зейската равнина и висок, на места стръмен десен склон, ограничен от източните склонове на планината Малък Хинган в Китай.

### Средно течение
Средното течение на река Амур се простира от град Благовещенск (при 1941 km) до град Хабаровск (при 966 km) и е дължина 975 km. В този участък реката тече най-напред на юг и югоизток до село Амурзет (Еврейска автономна област), след това на изток до град Тунцзян (Китай) и накрая на изток-североизток до Хабаровск. Тук асиметричността на долината на Амур се запазва почти по цялото си протежение, като реката продължава да тече покрай североизточните склонове на Малък Хинган, а на североизток се простира обширната Зейско-Бурейнска равнина. В участъка от устието на река Хинган (ляв приток, при 1534 km) до село Амурзет, на протежение от близо 200 km Амур тече в южна посока, като долината му се стеснява, ограничена от източните сконове на Голям Хинган и западните склонове на хребетите Сутарски и Помпеевски в Русия. След това реката навлиза в югозападната част на Средноамурската низина и става типична равнинна река: широко корито, разделящо се на ръкави, с дълги и тесни острови между тях, меандри с големи радиуси, крайречни езера (старици), широка до 15 km и силно заблатена двустранна заливна тераса, бавно и мудно течение. В резултат на това в средното течение на реката годишно се натрупват до 16 млн. т. наноси. Всички тези фактори водят до непрекъснатото изменение на главното корито на Амур, по фарватера на което преминава държавната граница между Русия и Китай и се налага нейната непрекъсната корекция. В резултат на това Русия губи ежегодно около 1 – 1,5 km2 територия.

### Долно течение
От град Хабаровск започва долното течение на река Амур с дължина от 966 km. Тук реката тече на североизток през обширната и равна Средноамурска низина и заобикаля крайните северни разклонения (хребета Хоми) на планината Сихоте Алин. След това реката навлиза в Кизи-Удилската низина, където сменя посоката си в северна и тече в близост до западните склонове на хребета Пуер (крайно северно разклонение на планината Сихоте Алин). След това Амур навлиза в Амуро-Амгунската низина и в последните си 100 km тече на изток и изток-югоизток. В долното си течение Амур е вече много голяма река, като с малки изключения ширината на корито ѝ е около 2 km. Основното корито се дели на стотици странични протоци и ръкави с дълги и тесни острови между тях, много широка и силно заблатена заливна тераса, осеяна с големи езера (Болон, Кизи, Удил, Орел, Чля и други), които са като резервоари на реката и постоянно я подхранват. Годишно реката донася в долното си течение 19,2 млн. т. наноси. При град Николаевск на Амур започва естуарът на реката с дължина 30 km и ширина от 2 km при града до 10 km в устието, където Амур се влива в западната част на Амурския лиман (южната част на Сахалинския залив) на Охотско море.

### Климатични особености
Климатът във водосборния басейн на Амур (без басейните на Шилка и Аргун е умереноконтинентален (мусонен), с характерните за него особености: преобладаващи летни валежи, смекчаващи континенталността на климата от запад на изток, т.е. от горното към долното течение. Температурата през януари варира от -30...-32 °C в горното течение, -24...-28 °C в средното до -20...-24 °C в долното течение, с минимална зимна -42 °C в горното и -38 °C в средното и долното. Числото на дните с температури под -30 °C намалява надолу по течението от 80 до 20. Средната юлска температура в горното течение е 18 °C, в средното 20 – 24 °C, а в долното се понижава до 16 – 18 °C. Годишното количество на валежите нараства от 400 mm в горното течение до 600 mm в средното и отново се понижава до 500 mm в долното течение. Валежите падат предимно през лятото (до 150 mm през юли) в средното течение, а минималното количество на валежите е през януари – 10 mm. Дебелината на снежната покривка се изменя от 150 cm в горното и долно течение до 130 cm в средното течение.

### Водосборен басейн, притоци

#### Водосборен басейн
Водосборният басейн на река Амур има площ от 1855 хил. km2 и е четвъртият по големина водосборен басейн в Русия след тези на Об, Енисей и Лена. В административно отношение басейнът на реката се простира на територията на три държави:
- Русия (53%) – Забайкалски край (около 60%, югоизточната част), Амурска област (около 85%, с изключение на северозападната част), Еврейска автономна област (цялата територия), Хабаровски край (около 30%, южната част), Приморски край (около 80%, без източните и южни части);
- Китай (45%) – провинции Хъйлундзян (цялата територия) и Дзилин (северната и североизточна част) и автономен район Вътрешна Монголия (крайните североизточни части);
- Монголия (2%) – Хентий (северната част) и Дорнот (крайния северозападен ъгъл).

Във физикогеографско отношение във водосборния басейн на Амур попадат: югоизточната част на Забайкалските планини – хребетите Яблонов, Черски, Даурски, Могойтуйски, Боршчовочен, Олекмински Становик, Амазарски и други; южните склонове на мощния Станов хребет и хребетите разположени южно и югоизточно от него – Тукурингра, Джагди, Турана, Бурейнски, Баджалски и други; западните части на планината Сихоте Алин; почти цялата територия на планината Голям Хинган, цялата територия на планината Малък Хинган и западните части на хребета Лоелин в Китай; части от северозападните склонове на Северо-Корейските планини и източната част на планината Хентей в Монголия. Между тези планински масиви се простират обширни равнини и низини – Амурско-Зейска и Зейско-Бурейнска равнина в Русия, Средноамурската низина в Русия и Китай и обширната равнина Сунун във водосборния басейн на река Сунгари. Между планините Голям Хинган на изток и Хентей на запад се простират обширни пустинни и полупустинни територия отводнявани от река Керулен, която епизодично (при високи води) се свързва с водосборния басейн на река Амур.
Границите на водосборния басейн на река Амур са следните:
- на запад – водосборния басейн на река Енисей, вливаща се в Карско море;
- на север – водосборния басейн на река Лена, вливаща се в море Лаптеви;
- на североизток – водосборните басейни на река Уда и други по-малки, вливащи се в Охотско море;
- на изток и югоизток – водосборните басейни на реките Тумнин, Самарга, Раздолная, Тумъндзян и други по-малки, вливащи се в Японско море;
- на юг – водосборните басейни на реките Ялудзян и Ляохъ, вливащи се в Жълто море;
- на югозапад – водосборните басейни на малки реки, губещи се в безотточните области на Китай, Монголия и Русия.

#### Притоци
Река Амур получава няколко хиляди притока от първи порядък с дължина над 10 km, като 36 от тях са с дължина над 100 km:
- 2824 → Шилка 560 / 206 000*
- 2824 ← Аргун 1620* / 164 000*
- 2780 → Амазар 290 / 11 100
- 2764 → Урка 161 / 1900
- 2737 → Омутная 171 / 2180
- 2724 → Уруша 200 / 3500
- 2681 → Олдой (Голям Олдой) 287 / 9970
- 2620 → Голям Невер 134 / 2220
- 2603 ← Амурхе
- ........ ← Пангухе
- 2498 ← Сиергенцихе
- 2406 → Олга 158 / 2910
- 2190 → Белая 102 / 1130
- 2184 ← Хумахе 435 / 23 900
- 2160 → Берея 146 / 2050
- 1936 → Зея 1242 / 233 000
- 1731 ← Сюнхе
- 1728 ← Курбинхе
- ........ → Завитая 262 / 2790
- 1666 → Бурея 739 / 70 700
- 1594 → Архара 182 / 8750
- 1562 → Урил 105 / 1100
- 1323 → Самара 108 / 1550
- 1242 → Биджан 274 / 7940
- ........ ← Сунгари 1927 / 524 000
- 1110 → Бира 424 / 9580
- 966 ← Усури 588 / 193 000*
- ...... ← Сита 105 / 3320 (влива се в Петропавловското езеро)
- ...... ← Немта 230 / 6290 (влива се в Синдинското езеро)
- 793 ← Анюй 393 / 12 700
- ...... → Харпи 220 / 5470 (влива се в езерото Болон)
- 673 ← Гур (Хунгари) 349 / 11 800
- 546 → Горин 390 / 22 400
- ...... → Лимури 168 / 3710
- ...... ← Яй 118 / 3790 (влива се в езерото Кизи)
- ...... → Бичи 300 / 6290 (влива се в езерото Удил)
- 146 → Амгун 723 / 55 500

### Хидрографски показатели
Подхранването на река Амур е предимно дъждовно и неговият дял намалява от запад на изток от 64 до 57% в общия годишен отток на реката. Делът на снежното подхранване се изменя слабо – от 19% в западната част до 17% в източната част на басейна. Подземното подхранване дава 17% в западната част и 26% в източната част на басейна. За водния режим на реката е характерен т.нар. далекоизточен тип. Най-ниско водно равнище се наблюдава в периода преди началото на пролетното пълноводие, а най-високо водно равнище Амур има през топлия период на годината, когато преминава от 89 до 98% от годишния отток на реката. Пролетното пълноводие е сравнително слабо изразено и отстъпва по обем на оттока предизвикан от епизодичните прииждания на реката в резултат на поройни дъждове във водосборния басейн. Като цяло водният режим на Амур се формира при наслагването на отделните прииждания на неговите притоци, поради което в различните части от басейна на реката летните дъждовни прииждания се проявяват в различно време. В крайна сметка за реката е характерен единен период на дъждовно лятно мусонно пълноводие, което продължава 5 – 6 месеца. През отделни години тези епизодични прииждания причиняват големи наводнения в крайбрежните райони в Зейско-Бурейнската равнина и Средноамурската низина. Такова екстремално наводнение се случва през лятото на 2013 г., когато в района на градовете Хабаровск и Комсомолск на Амур високите води са се задържали повече от месец, а на територията на заливната тераса на реката (от 2 до 4 m) – повече от два месеца.
Средният годишен отток на реката при град Комсомолск на Амур е 10 900 m3/s, което като обем се равнява на 344,015 km3, максимален 37 900 m3/s, минимален 345 m3/s.
Средномесечен отток на река Амур (m3/s), измерен в хидрометеорологична станция Комсомолск на Амур.
Данните са за периода от 1933 до 1990 г.
Проявяването на първите ледови явления са различни за различните части на реката. В горното течение те се появяват през първата или втората декада на октомври, а в средното и долно течение – през третата декада на октомври или началото на ноември. Суровата и малоснежна зима предизвикват формирането на дебела ледена кора. Размразяването на реката също е различно: горното течение се размразява през първата декада на май, а долното – през третата декада на май, поради което в долното течение често се образуват големи натрупвания на ледени маси, носени от очистените от леда води от горното течение.

## Населени места
Долината на Амур с изключение на горното течение е сравнително гъсто заселена и усвоена в сравнение с долините на другите руски реки. По течението на реката са разположени няколко града и множество села на руска и особено на китайска територия, която е значително по-добре усвоена.
- Русия – градове: Благовещенск (център на Амурска област), Хабаровск (център на Хабаровски край), Амурск, Комсомолск на Амур и Николаевск на Амур; села: Джалинда, Константиновка (районен център) и Поярково (районен център) в Амурска област, Амурзет и Ленинское (районни центрове в Еврейска автономна област), Троицкое (районен център), Верхнетамбовское, Мариинское, Богородское (районен център) и Маго в Хабаровски край
- Китай – градове: хума, Хейхе, Айгунцзун, Цике, Уюн, Чаоян и Тунцзян в провинция Хъйлундзян.

## Екология
Правителствата на Китай и СССР не са обръщали внимание за екологичните проблеми при замърсяването на околната среда в басейна на реката. В резултат на това обезлесяването и замърсяването на водите имат негативно отношение върху екологичното равновесие. През 1990 г. Русия приема програма за опазване на този район, на птиците и животните застрашени от изчезване. С помощта на Световния фонд за природата (World Wide Fund for Nature) е създаден първият частен Национален парк „Муравьовка“ за опазване на редки животински видове. Китай не проявява интерес и не предприема действия за сътрудничество, поради съществуващите дотогава конфликти за определяне на държавните граници.

## Стопанско значение
Регионът на басейна на река Амур е богат на рудни залежи от цинк и олово. Тук се добиват въглища и нефт. Като се прибави и плавателността на реката като единствения път, който може да се използва за транспорт и търговия на хиляди километри, това е причината за претенциите на Китай и острите погранични конфликти с Русия за определяне на държавните граници.
Реката е плавателна по цялото си протежение, като най-добре корабоплаването е развито в Хабаровски край и Еврейска автономна област. При град Хабаровск над реката е изграден и функционира най-дългият (2600 m) железопътно-автомобилен мост в Русия.
Ежегодно за стопански нужди се изземват 950 млн. m3/s (от тях 55,4% директно от реката и нейните притоци). Основно взетата вода се използва в промишлеността и топлоенергетиката (51%), а 30% – за жилищно-комунални нужди. През последните години започват да се използват и големите хидроенергийни ресурси в басейна на Амур. Големи ВЕЦ-ове са изградени на притоците на Амур – Зея и Бурея в Русия, Сунгари, Нунцзян и Муданцзян в Китай.
Развит е туризмът. Въпреки пограничните конфликти с Китай местното население се занимава с погранична търговия, а руският бряг на реката има свободна търговска зона.

## Откриване и изследване на Амур
През 1643 г. от Якутск в поход на юг се отправя отрядът на руския казак първопроходец Василий Поярков. През зимата те преодоляват високия Станов хребет и зимуват на южния му склон в басейна на река Зея. През пролетта Поярков и неговите спътници се спускат по Зея, през юни 1644 г. откриват река Амур и се спускат по нея до устието ѝ през септември същата година. Там извършват ново зимуване и през следващата година се завръщат в Якутск, като дават първите сведения за реката и народите, живеещи по нейните брегове. През 1650 г. друг руски казак, Ерофей Хабаров достига от северозапад реката при сливането на двете съставящи я реки и през следващите три години плава надолу и нагоре по течението на Амур до устието на река Усури. През 1654 г. Пьотър Бекетов достига до началото на реката от запад (от към езерото Байкал) и в продължение на три години проследява и описва цялото течение на голямата река. В резултат на тези походи по течението на реката са изградени първите селища, зимовища и крепости: Албазинско (1651), Аченско (1652), Кумарско (1654), Косогорско (1655). На базата на тях възниква Албазинското войводство (уезд), което заедно с Нерчинското войводство (уезд) става основен център за руските преселници в басейна на Амур. През 1680-те години поради обтягането на отношенията между Русия и Китай руското усвояване на Амур се прекратява до средата на ХІХ в., макар че присъствието на руски преселници към тези територия не прекъсват.
През 1844 г. с изследването на Амур и неговия басейн се заема Руско-Американската компания, която през 1849 г. организира голяма експедия под ръководството на морския капитан Генадий Невелски. той, заедно със своите подчинени Дмитрий Орлов, Николай Бошняк и други, до 1855 г. извършват първите топографски измервания и научни изследвания в долния басейн на реката. След това в периода до 1869 г. в басейна на реката са проведени няколко големи експедиции, възглавявани от известни руски изследователи, учени, географи и топографи: Лудвиг Шварц (1849 – 1852); Густав Раде, Лудвиг Шварц и Арсений Усолцев (1855 – 1859); Фьодор Шмид и Пьотър Глен (1859 – 1862); Алексей Будишчев (1860 – 1862 и 1865 – 1867); Константин Будогоски (1861 – първа демаркация на границата с Китай по течението на Амур); Николай Пржевалски (1867 – 1869). Тези експедиции спомагат не само да се получи подробна представа за орографията, геологията, етнографията, флората и фауната в басейна на Амур, но и първите сравнително точни описания на водния режим на реката, условията за формирането и морфоложката характеристика на реките в региона. През 1884 г. е образувано Приамурското генерал-губернаторство в състава на Забайкалска и Приморска области с център град Хабаровск.